# Општина Чаталкиој (Тулћа)
Чаталкиој (рум. Ceatalchioi) општина је у Румунији у округу Тулћа.
Oпштина се налази на надморској висини од 2 m.